# Plateau de Beille

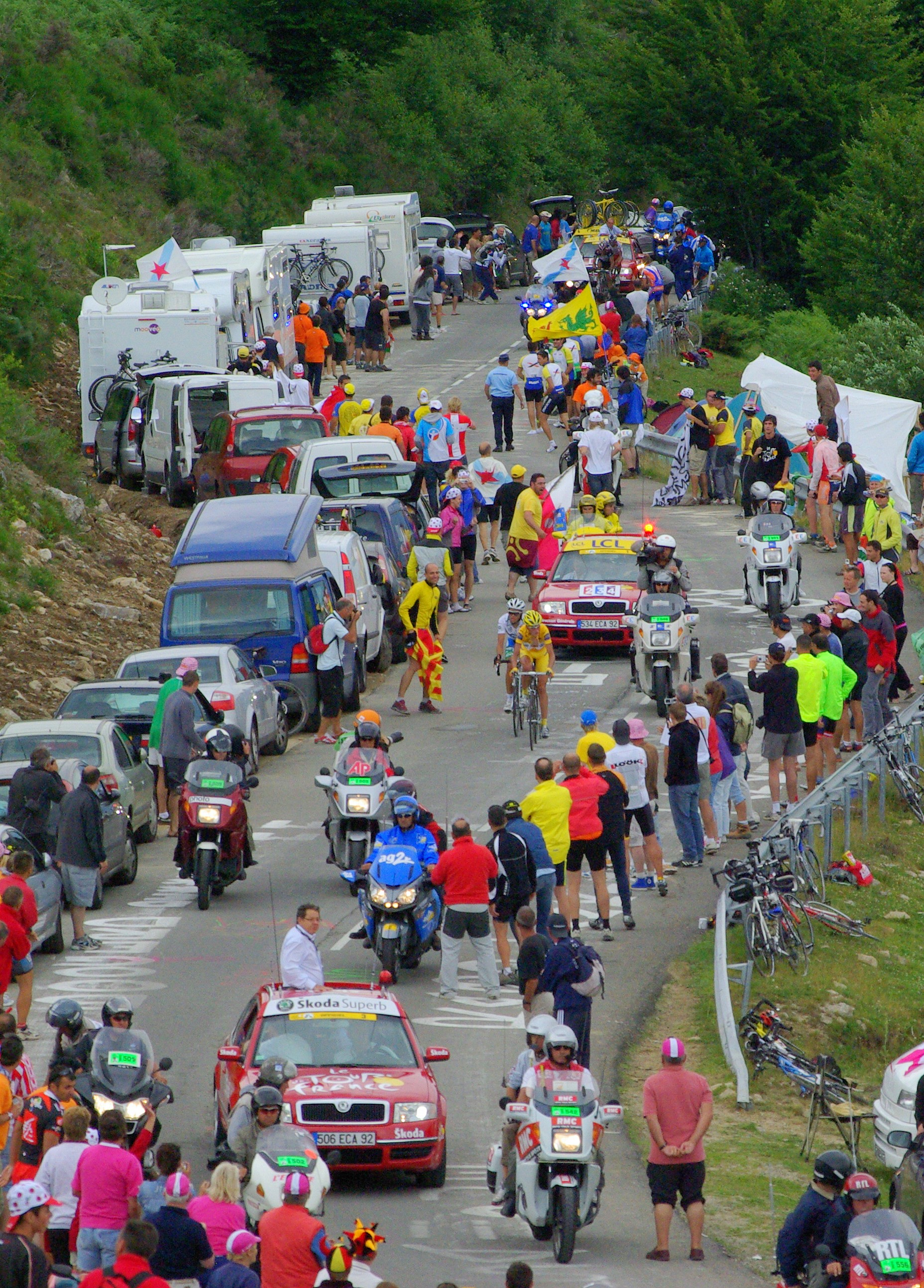
Beklimming in 2007

Plateau de Beille is een wintersportoord in de Franse Pyreneeën. De plaats ligt in de regio Occitanie in het departement Ariège. Het wintersportstation ligt op een hoogte van 1780 meter ten zuiden van de Ariège-vallei tussen Tarascon-sur-Ariège en Ax-les-Thermes op het grondgebied van de gemeente Albiès. De toegang tot het plateau via de departementele weg D 522 begint in Les Cabannes.
De locatie, historisch een bergweide waar vee in de zomer graasde, werd op het einde van de 20e eeuw een wintersportoord, voornamelijk gekend bij langlaufers met pistes tussen 1.800 en 2.000 m boven de zeespiegel. Het Plateau de Beille is tevens een punt op de langeafstandswandelroute GR 10 die de Pyreneeën van oost naar west doorkruist.

## Ronde van Frankrijk
Plateau de Beille is zeven keer aankomstplaats in de Ronde van Frankrijk geweest. De eerste drie keer won de uiteindelijke Tourwinnaar de etappe. In 1998 won Marco Pantani. In 2007 was het Alberto Contador die Michael Rasmussen in de sprint versloeg, in 2011 won Jelle Vanendert, in 2015 Joaquim Rodríguez en in 2024 Tadej Pogačar.
Lance Armstrong won eveneens op Plateau de Beille (2 keer zelfs), maar nadat diens 7 Tourzeges hem werden afgenomen, vervielen ook die 2 ritzeges.
Als eerste op de top:
- 1998:  Marco Pantani
- 2002:  Lance Armstrong
- 2004:  Lance Armstrong
- 2007:  Alberto Contador
- 2011:  Jelle Vanendert
- 2015:  Joaquim Rodríguez
- 2024:  Tadej Pogačar